# Tempestade tropical Noul (2008)
A tempestade tropical Noul (designação internacional: 0821; designação do JTWC: 26W; designação filipina: Tempestade tropical Tonyo) foi um ciclone tropical que atingiu o Vietnã em meados de novembro de 2008. Sendo o vigésimo primeiro ciclone tropical dotado de nome da temporada de tufões no Pacífico de 2008, Noul formou-se a partir de uma área de perturbações meteorológicas a oeste das Filipinas em 16 de novembro. Seguindo rapidamente para oeste, o sistema logo se tornou a tempestade tropical Noul poucas horas depois. Sobre as águas quentes do Mar da China Meridional, Noul não foi capaz de se intensificar rapidamente devido aos efeitos do cisalhamento do vento moderado. Com isso, a tempestade logo atingiu seu pico de intensidade durante as primeiras horas (UTC) de 17 de novembro, com ventos máximos sustentados de 75 km/h. Horas mais tarde, Noul atingiu a costa do Vietnã, durante seu pico de intensidade. Sobre os terrenos montanhosos da Indochina, Noul começou a se enfraquecer rapidamente, e tanto o Joint Typhoon Warning Center (JTWC) quanto a Agência Meteorológica do Japão (AMJ) emitiram seus avisos finais sobre Noul ainda naquele dia.
Os impactos causados por Noul foram pequenos no Vietnã e no Camboja. Algumas regiões desses países ficaram inundados como resultado das chuvas fortes associadas à tempestade. No entanto, nenhuma fatalidade foi relatada e os prejuízos econômicos diretos causados pelo sistema tropical são desconhecidos.

## História meteorológica

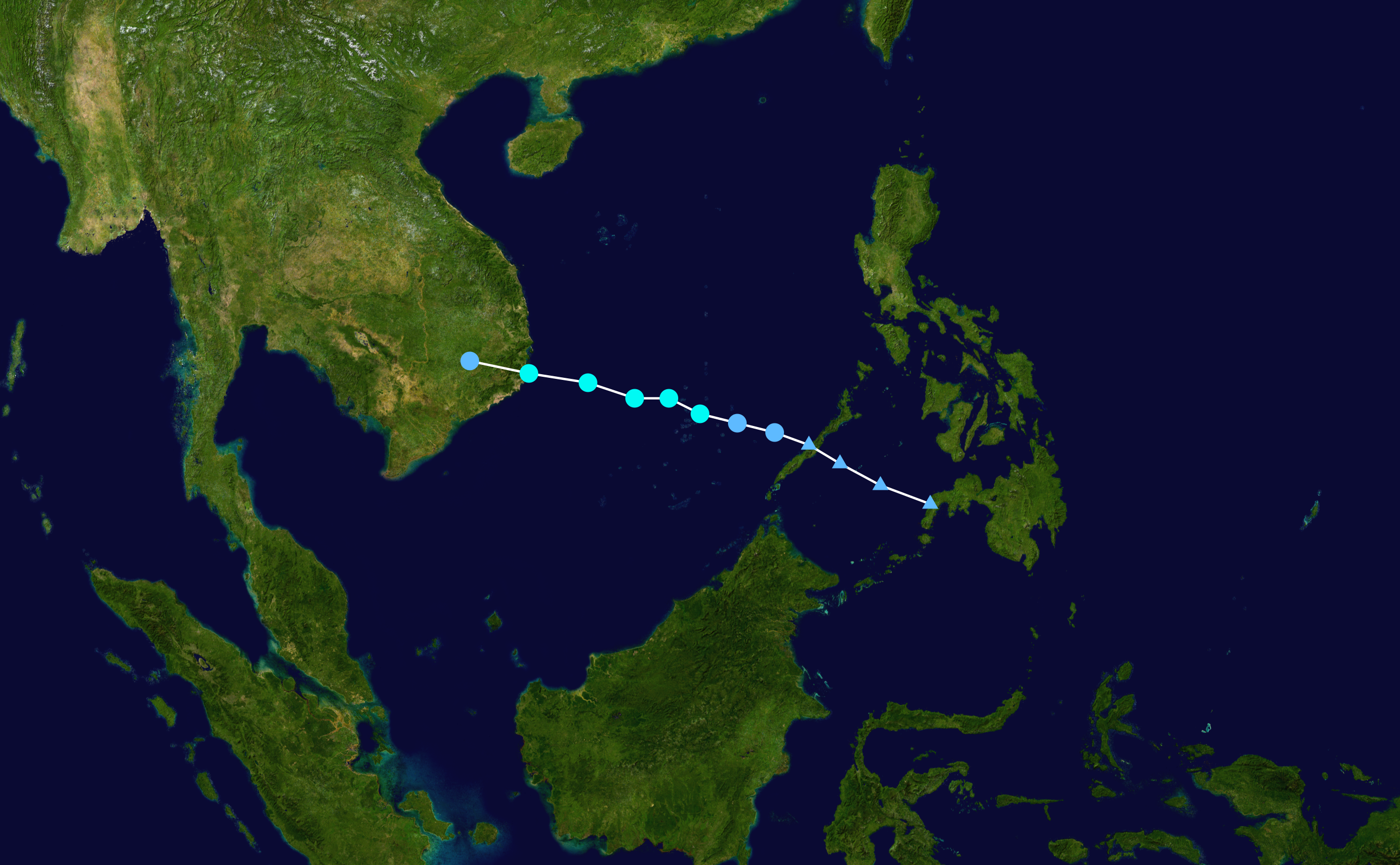
O caminho de Noul

Noul formou-se a partir de uma área de perturbações meteorológicas que começou a mostrar sinais de organização durante a manhã (UTC) de 13 de novembro, a oeste de Koror, Estados Federados da Micronésia. Inicialmente, havia apenas uma circulação ciclônica de baixos níveis desorganizada sendo abatida por cisalhamento do vento moderado. Mesmo com o sistema ainda desorganizado, a Administração de Serviços Atmosféricos, Geofísicos e Astronômicos das Filipinas (PAGASA), a agência filipina responsável pela meteorologia no país, classificou o sistema para uma depressão tropical e lhe atribuiu o nome "Tonyo". Mais tarde naquele dia, a circulação ciclônica de baixos níveis começou a se consolidar com a formação de bandas de tempestade, mesmo com a ação do cisalhamento moderado. Além disso, bons fluxos de saída auxiliaram a consolidação do sistema. Durante o início daquela noite, a Agência Meteorológica do Japão (AMJ) classificou o sistema para uma fraca depressão tropical. Seguindo rapidamente para oeste, o sistema continuou se organizar rapidamente, e assim que a perturbação cruzou as Filipinas e alcançou o Mar da China Meridional, o Joint Typhoon Warning Center (JTWC) emitiu um Alerta de Formação de Ciclone Tropical (AFCT) sobre o sistema ainda naquela noite (UTC), que significava que a perturbação poderia se tornar um ciclone tropical significativo dentro de um período de 24 horas. Finalmente, o sistema se tornou uma depressão tropical durante a madrugada (UTC) de 14 de novembro, segundo o JTWC, sob condições meteorológicas razoavelmente favoráveis, tais como bons fluxos de saída e as águas quentes oceânicas.
Seguindo rapidamente para oeste e para oeste-noroeste pela periferia de uma alta subtropical ao norte do sistema, a depressão continuou a se intensificar lentamente, e se tornou uma tempestade tropical, segundo o AMJ, ainda durante o início da manhã daquele dia. A AMJ atribuiu à tempestade o nome "Noul", que foi submetido à lista de nomes dos tufões pela Coreia do Norte, e significa "radiação" ou "céu vermelho" em coreano. Horas mais tarde, o JTWC também classificou o sistema para uma tempestade tropical. Porém, Noul não foi capaz de se intensificar rapidamente devido aos efeitos do cisalhamento do vento moderado, mesmo estando numa área com favorável difluência atmosférica e numa área com temperatura da superfície do mar bastante favorável para a sua intensificação. Com isso, Noul logo atingiu seu pico de intensidade durante as primeiras horas (UTC) de 17 de novembro, com ventos máximos sustentados de 75 km/h, assim que se aproximava da costa sudeste do Vietnã.
Noul fez landfall na costa sudeste do Vietnã, perto da cidade de Nha Trang, ainda durante aquela manhã, durante o seu pico de intensidade. Sobre os terrenos montanhosos da Indochina, a circulação ciclônica de baixos níveis associada a Noul logo ficou comprometida, e a tempestade começou a se enfraquecer rapidamente. Por volta do meio-dia (UTC), a AMJ desclassificou Noul para uma depressão tropical e emitiu seu aviso final sobre o sistema. O JTWC também desclassificou o sistema para uma depressão tropical e também emitiu seu aviso final sobre o sistema mais tarde naquele dia.

## Preparativos e impactos
Os impactos causados por Noul foram pequenos no Vietnã e no Camboja. Algumas regiões desses países ficaram inundados como resultado das chuvas fortes associadas à tempestade. No entanto, nenhuma fatalidade foi relatada e os prejuízos econômicos diretos causados pelo sistema tropical são desconhecidos.